# Cathrine Larsåsen
Cathrine Larsåsen (ur. 5 grudnia 1986 w Oslo) – norweska lekkoatletka specjalizująca się w skoku o tyczce.

## Osiągnięcia
- 9. miejsce podczas młodzieżowych mistrzostw Europy (Debreczyn 2007)[1]
- 8. lokata na mistrzostwach Europy (Barcelona 2010)
- reprezentantka kraju w zawodach Pucharu Europy[1] i podczas drużynowych mistrzostw Europy
- wielokrotna mistrzyni i rekordzistka Norwegii

## Rekordy życiowe
- skok o tyczce (stadion) – 4,40 (2011) rekord Norwegii
- skok o tyczce (hala) – 4,41 (2012) rekord Norwegii